# Borșani
Borșani – wieś w Rumunii, w okręgu Bacău, w gminie Coțofănești. W 2011 roku liczyła 668 mieszkańców.